# ناحیه مونور
ناحیهٔ مونور (به مجاری: Monori járás) یک ناحیه در مجارستان است که در پِشت واقع شده‌است. ناحیهٔ مونور ۳۲۹٫۸۱ کیلومتر مربع مساحت و ۶۴٬۰۱۶ نفر جمعیت دارد.